# Falsoexosoma
Falsoexosoma is een geslacht van kevers uit de familie bladkevers (Chrysomelidae).
De wetenschappelijke naam van het geslacht werd in 1926 gepubliceerd door Maurice Pic.

## Soorten
- Falsoexosoma cyanipenne (Reitter, 1902)